# Норвегія на Дитячому пісенному конкурсі Євробачення
Норвегія на Дитячому пісенному конкурсі Євробачення брала участь у найпершому конкурсі Дитячого Євробачення, що відбувся у 2003 році, а також у двох наступних: у 2004 та 2005 роках. Свій кращий результат країна здобула в останній рік участі, у 2005-у, коли співачка Малін виконала пісню «Sommer og Skolefri» (Літні та шкільні канікули) та посіла 3 місце з 123 балами. У 2004 році Норвегія стала країною-господаркою Дитячого пісенного конкурсу Євробачення, що пройшов у Ліллегаммері.

## Учасники
Умовні позначення
     Переможець
     Друге місце
     Третє місце
     Четверте місце
     П'яте місце
     Останнє місце
| Рік  | Місце проведення | Учасник | Пісня                                                  | Місце | Бали |
| ---- | ---------------- | ------- | ------------------------------------------------------ | ----- | ---- |
| 2003 | Копенгаген       | 2U      | «Sommer og Skolefri» (Літні та шкільні канікули)       | 13    | 18   |
| 2004 | Ліллегаммер      | @lek    | «Sinnsykt Gal Forelsket» (Шалено божевільно закоханий) | 13    | 12   |
| 2005 | Гасселт          | Малін   | «En stjerne skal jeg bli» (Я буду зіркою)              | 3     | 123  |

## Історія голосування (2003-2005)
| №  | Дано                 | Дано | Отримано             | Отримано |
| №  | Країна               | Очок | Країна               | Очок     |
| -- | -------------------- | ---- | -------------------- | -------- |
| 1  | Данія                | 32   | Данія                | 22       |
| 2  | Хорватія             | 25   | Швеція               | 21       |
| 3  | Іспанія              | 20   | Іспанія              | 13       |
| 4  | Білорусь             | 20   | Латвія               | 11       |
| 5  | Румунія              | 14   | Нідерланди           | 10       |
| 6  | Бельгія              | 12   | Мальта               | 10       |
| 7  | Велика Британія      | 11   | Велика Британія      | 8        |
| 8  | Греція               | 8    | Білорусь             | 7        |
| 9  | Швеція               | 8    | Бельгія              | 7        |
| 10 | Нідерланди           | 7    | Північна Македонія   | 7        |
| 11 | Північна Македонія   | 5    | Греція               | 6        |
| 12 | Росія                | 5    | Кіпр                 | 5        |
| 13 | Латвія               | 4    | Румунія              | 5        |
| 14 | Франція              | 2    | Хорватія             | 4        |
| 15 | Кіпр                 | 1    | Сербія та Чорногорія | 3        |
| 16 | Сербія та Чорногорія | ―    | Росія                | 2        |
| 17 | Мальта               | ―    | Франція              | ―        |